# Đura
Đura hay đuyra là một trong các hợp kim của nhôm và xuất hiện khá sớm. Thành phần hóa học chủ yếu của đura là nhôm, đồng, mangan và magiê. Thông thường người ta sử dụng hợp kim với mã số AA2024 có thành phần (trên tổng khối lượng) là 4,4%Cu, 1,5%Mg, 0,6%M.

## Thành phần, tính chất, tác dụng
- Thành phần: là hợp kim chủ yếu của 3 nguyên tố Al-Cu-Mg với Cu < 5%, Mg < 2%. Ngoài ra trong thành phần còn có thêm Fe, Si, Mn.
- Tính chất:
+ Nói chung đura có độ bền khá cao nhất là sau khi nhiệt luyện σb=42 - 47 Kg/mm².
+ Do có độ bền cao và nhẹ (g = 2,8g/cm³) nên đura có độ bền riêng lớn nhất. Độ bền riêng là tỷ số σb/g, trong khi độ bền riêng của đura là 15 - 16 thì của thép CT51 là 6 - 6,5 và của gang là 1,5 - 6.
- Tác dụng: Vì nhẹ và độ bền cao nên đura được dùng trong công nghiệp chế tạo máy bay, ô tô, tàu vũ trụ, ...
+ Năm 2011, BBS Automotive đã sản xuất RI-D, bánh xe ô tô đầu tiên trên thế giới được làm bằng đura.